# 方天然
方天然（1450年—？），字希誠，直隸揚州衛人，明朝政治人物。

## 生平
成化十三年（1477年）丁酉科應天府鄉試第九十二名舉人。成化二十三年（1487年）中式丁未科會試第三百二十八名，三甲第六十八名進士。弘治十一年（1499年）任江西泰和县知县。

## 家族
曾祖方原正；祖父方玉；父方祚。嫡母呂氏；生母印氏。慈侍下。